# Naprepa houla
Naprepa houla is een vlinder uit de familie van de echte spinners (Bombycidae). De wetenschappelijke naam van de soort is voor het eerst geldig gepubliceerd in 1911 door Harrison Gray Dyar.